# Heartbreaker (canción de Mariah Carey)
«Heartbreaker» (en español: «Rompecorazones») es una canción escrita y grabada por la cantante estadounidense Mariah Carey y el rapero Jay Z en el sexto álbum de Carey Rainbow (1999). La canción fue producida por Dj Clue y Jay Z, basándose en el sample (muestra) de la canción de Stacy Lattisaw  "Attack of the Name Game" escrita por Jeff Cohen, Narada Michael Walden, Shirley Elliston y Lincoln Chase (ésta a la vez había sido hecha a base del sample de "The Name Game" que había sido escrita por Elliston y Chase). La protagonista de la canción se lamenta de un hombre que ha roto su corazón. Fue el primer sencillo de Rainbow lanzado en agosto de 1999, llegando al top 10 en varios países, entre ellos Estados Unidos donde alcanzó el número uno.

## Composición y lanzamiento
Originalmente Carey había escrito la canción para la banda sonora de su película en desarrollo All That Glitters (más tarde titulada Glitter y lanzada a fines del 2001). Cómo el tema de la película iba a ser un musical cómo de los 80s, Carey se puso a trabajar con Dj Clue para hacer una canción tipo retro. Cuando la producción de la película se atrasó, Carey decidió incorporar la canción en su nuevo álbum de estudio. Entonces se puso en contacto con Jay Z para que este rapeara algunas partes de la canción. Jay Z sugirió que la canción se lance lo antes posible, porque sin duda se convertiría en uno de los grandes éxitos del verano.
"Heartbreaker" fue una de las primeras canciones que un se lanzó en Internet antes que en la radio, lo que abrió un nuevo camino para el resto de los artistas. La canción podía ser escuchada exclusivamente en el sitio WindowsMedia.com durante doce horas del 16 de agosto de 1999. Después de la pista se podía descargar desde el sitio de Microsoft hasta el 20 de agosto del mismo año. Se reportaron más de 375.000 descargas.

## Recepción
"Heartbreaker" alcanzó el número uno en el Billboard Hot 100, convirtiendo a Carey en la única artista en tener al menos un número uno en cada año de la década de los noventa y fue el 14° número 1 y primer número 1 de "Jay-Z". El sencillo se mantuvo en la cima durante dos semanas a partir del 3 de octubre de 1999 hasta el 16 de octubre del mismo año, reemplazando a "Unpretty" de TLC y siendo reemplazado por "Smooth" de Santana con Rob Thomas. En la segunda semana de estadía deL sencillo en la cima, Carey rompió otro récord, el de la estadía más larga en el número uno en el Hot 100 (contando todos sus sencillos) un total de 70 semanas superando a The Beatles por una semana.
El éxito se debe a la combinación de su gran popularidad en la radio y las altas ventas del sencillo en CD, recordemos que Carey no alcanzaba el top 10 en la lista de las canciones más radiadas (Hot 100 Airplay) desde "Always Be My Baby" en 1996. El sencillo también encabezó la lista de sencillo más vendidos (Hot 100 Singles Sales) con 271 000 unidades vendidas en tan sólo una semana, la que era su mejor semana en cuanto a ventas hasta "Touch My Body" en el 2008 que vendió 286.000 unidades en su primera semana de lanzamiento.
"Heartbreaker" fue certificado de oro por la RIAA, se mantuvo en el Hot 100 durante 20 semanas y calificó cómo trigésimo cuarto en la lista Hot 100 de fin de año de 1999.
El sencillo era igual de exitoso fuera de Estados Unidos, encabezando las listas en Canadá, Nueva Zelanda, España y Filipinas, además alcanzó el top 10 en la mayoría de los mercados  , entre ellos Australia y Alemania, donde Carey no tiene más de cuatro sencillos top 10. En el Reino Unido llegó al número cinco, convirtiéndose en su último sencillo top 10 en este país hasta "Through the Rain" en el 2003. 
En conclusión, el sencillo fue un gran éxito en todo el mundo; siendo muy popular en las radios; además de que el vídeo también era muy popular en los canales de música.

## Vídeo musical
El videoclip del sencillo fue dirigido por Brett Ratner. Este vídeo es el más caro de toda la carrera de Carey, incluso en un especial de Mtv en el 2000 se mencionó que es el quinto vídeo musical más caro de todos los tiempos. Al parecer costó 2,5 millones de dólares aproximadamente.
En el vídeo se puede ver a Carey con un grupo de amigas que la están incitando para que ella enfrente a su novio infiel (interpretado por Jerry O'Connell) que está en el cine con la rival de Carey llamada Bianca.
Cuando el vídeo se lanzó, Jay Z había grabado una canción para la banda sonora de la película  Blue Streak y su sello Epic Records había estipulado que no podía aparecer en cualquier videoclip. Es por esto que en la parte de la canción Jay Z rapea se sustituyó por una secuencia de dibujos animados donde aparecen Carey, sus amigas y Jay Z. Cuando el contrato expiró se filmó otro vídeo en que si aparece Jay Z en que rindió homenaje a la película Scarface (1983). Otras escenas del vídeo muestran a Mariah y a Bianca peleando en el baño.

## Remixes
Uno de los remixes más conocidos es el llamado simplemente "Heartbreaker (Remix)" que se puede encontrar en todas las versiones del álbum Rainbow. Aunque la estructura básica de la canción se mantiene igual, Carey regrabó su voz y utilizó un nuevo sample de la canción "Ain't No Fun (It The Homies Can't Have None)" de Snoop Dogg y esta a la vez se hizo basada en la canción "Think (About It)" de Lyn Collins.  El remix fue producido por Carey, Duro, y DJ Clue y algunas partes de la canción son rapeadas por Da Bratt y Missy Elliott. También existe un vídeo para esta versión de la canción dirigido por Diane Martel y filmado totalmente en blanco y negro, en el que se puede ver Carey con un bikini y va a lavar el auto de Snoop Dogg. Da Bratt, Missy Elliott, Bianca (rival de Carey),  Nate Dogg y DJ Clue también aparecen en el vídeo.
Se hicieron varios remixes más con muestras de otras canciones de los 70s.

## Lista de remixes
- «Heartbreaker» [Álbum Versión ft. Jay-Z] 4:46
- «Heartbreaker» [Pop Versión ft. Jay-Z] 4:18
- «Heartbreaker» [Remix ft. Missy Elliott & Da Brat] 4:32
- «Heartbreaker» [No Rap Version] 3:22
- «Heartbreaker» (If You Should Ever Be Lonely) [Junior's Club Dub] 10:12
- «Heartbreaker» (If You Should Ever Be Lonely) [Junior's Heartbreaker Club Mix] 10:18
- «Heartbreaker» (If You Should Ever Be Lonely) [Junior's Hard Mix] 10:19

## Posicionamiento
| Listas (1999)                          | Posición alcanzada |
| -------------------------------------- | ------------------ |
| Alemania (Offizielle Deutsche Charts)  | 9                  |
| Australia (ARIA)                       | 10                 |
| Austria (Ö3 Austria Top 40)            | 17                 |
| Bélgica (Valonia) (Ultratop 50)        | 9                  |
| Bélgica (Flandes) (Ultratop 50)        | 27                 |
| Canadá (Canadian Singles Chart)        | 1                  |
| Dinamarca (Tracklisten)                | 10                 |
| España (Top 100 Canciones)             | 2                  |
| Estados Unidos (Billboard Hot 100)     | 1                  |
| Estados Unidos (Mainstream Top 40)     | 21                 |
| Estados Unidos (Hot R&B/Hip-Hop Songs) | 1                  |
| Estados Unidos (Hot Dance Club Songs)  | 2                  |
| Europa (European Hot 100)              | 4                  |
| Francia (SNEP)                         | 4                  |
| Irlanda (IRMA)                         | 19                 |
| Italia (FIMI)                          | 9                  |
| Japón (Oricon)                         | 37                 |
| Noruega (VG-lista)                     | 14                 |
| Nueva Zelanda (Recorded Music NZ)      | 1                  |
| Países Bajos (Dutch Top 40)            | 7                  |
| Reino Unido (UK Singles Chart)         | 5                  |
| Suecia (Sverigetopplistan)             | 18                 |
| Suiza (Schweizer Hitparade)            | 7                  |

### Certificaciones
| País           | Organismo certificador | Certificación | Simbolización | Ventas  | Ref.   |
| -------------- | ---------------------- | ------------- | ------------- | ------- | ------ |
| Australia      | ARIA                   | Platino       | ▲             | 35 000  | [ 29 ] |
| Estados Unidos | RIAA                   | Platino       | ▲             | 1 000   | [ 30 ] |
| Francia        | SNEP                   | Oro           | ●             | 310 000 | [ 31 ] |
| Nueva Zelanda  | RMNZ                   | Platino       | ▲             | 15 000  | [ 32 ] |
| Reino Unido    | BPI                    | Plata         | ♦             | 200 000 | [ 33 ] |

### Sucesión en listas
| Anterior: «Unpretty» de TLC         | Billboard Hot 100 — Sencillo N.º 1 9 de octubre de 1999 — 22 de octubre de 1999         | Siguiente: «Smooth» de Santana con Rob Thomas |
| Anterior: «Mambo No. 5» de Lou Bega | NZ Top 40 Singles Chart — Sencillo N.º 1 31 de octubre de 1999 — 6 de noviembre de 1999 | Siguiente: «Mambo No. 5» de Lou Bega          |